# Skurusundet
Skurusundet är även ett sund i Mälaren, mellan Ängsön och Långholmen.

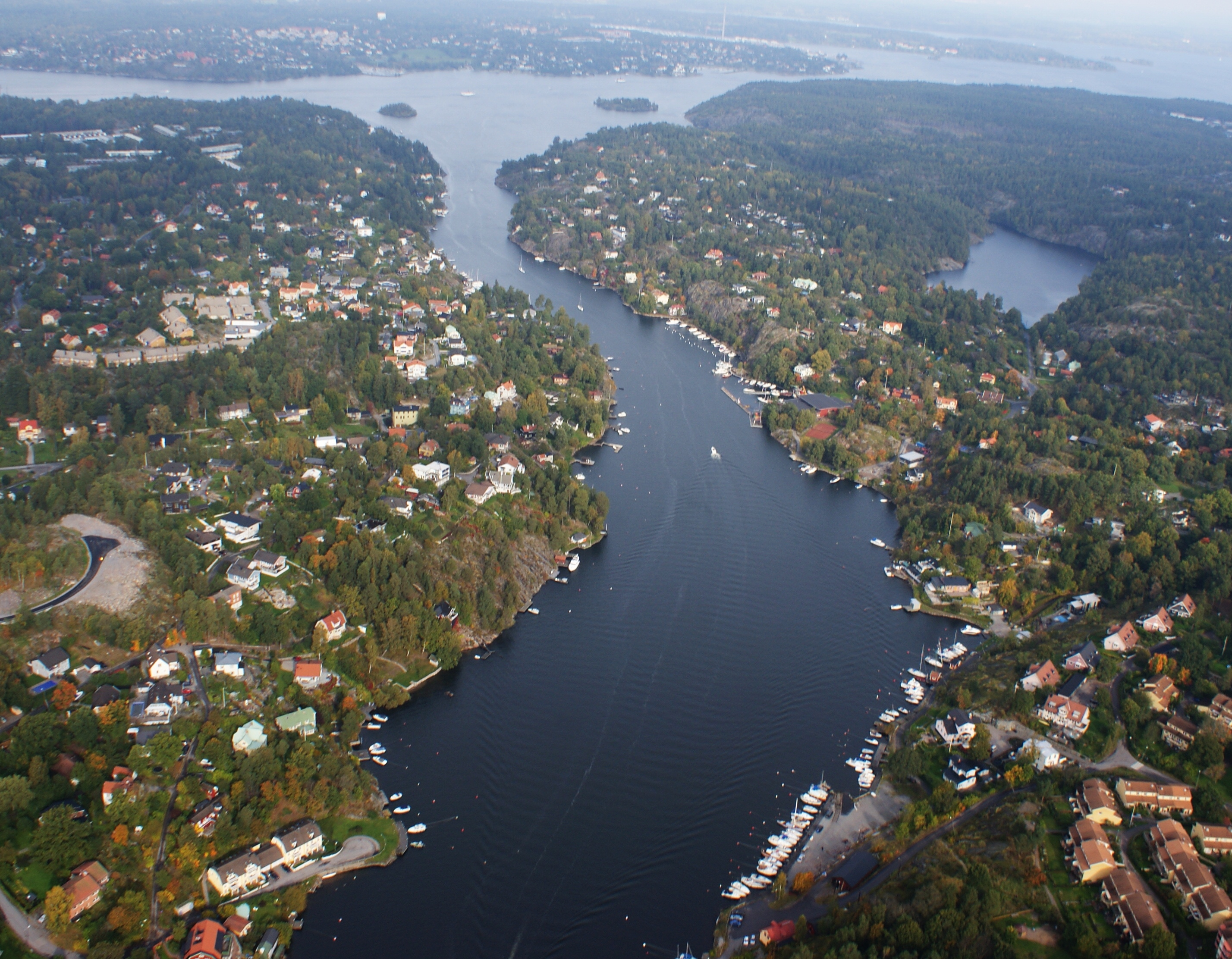
Skurusundet sett från helikopter.

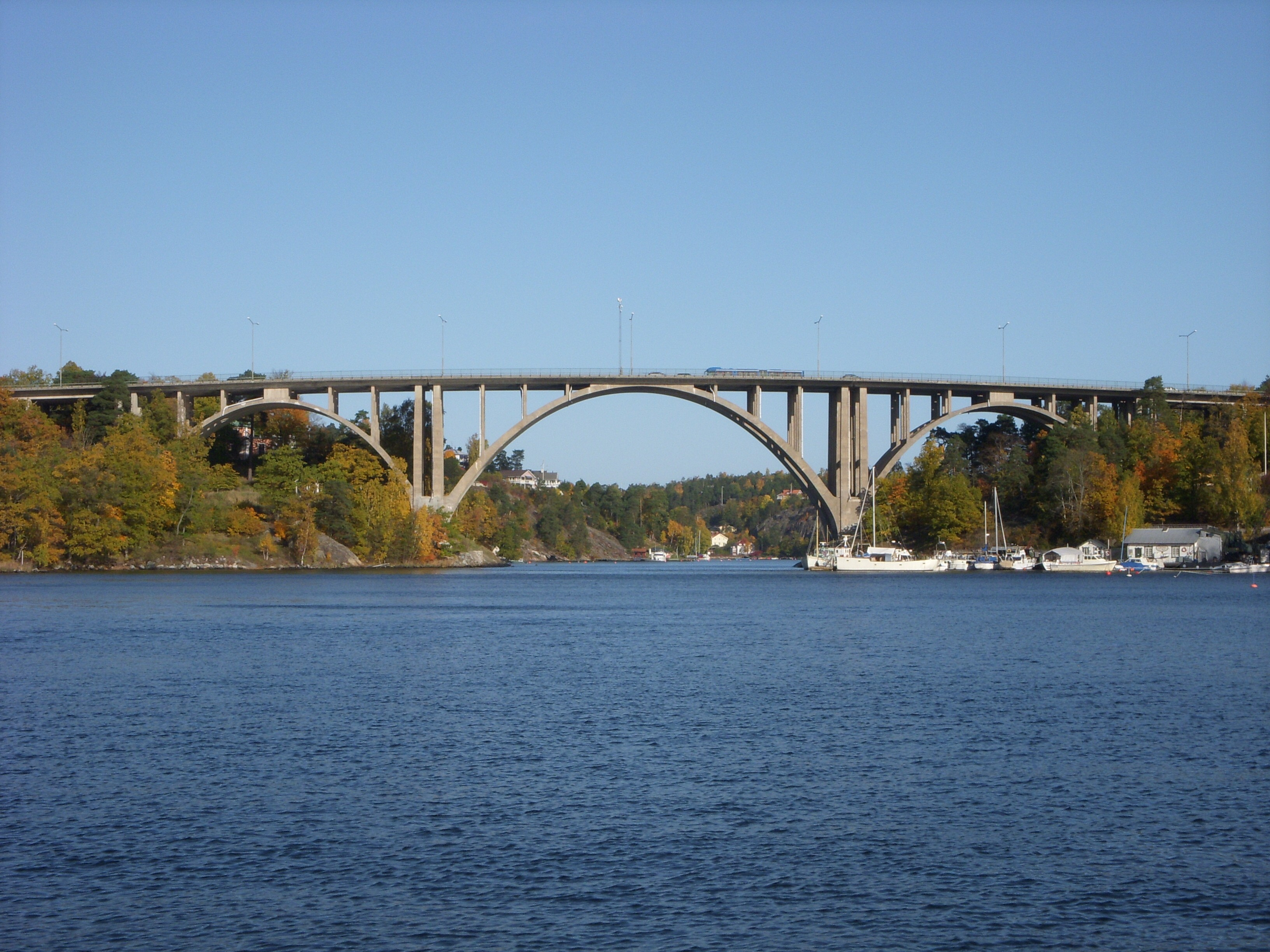
Länsväg 222 (Värmdöleden) korsar sundet på Skurubron.

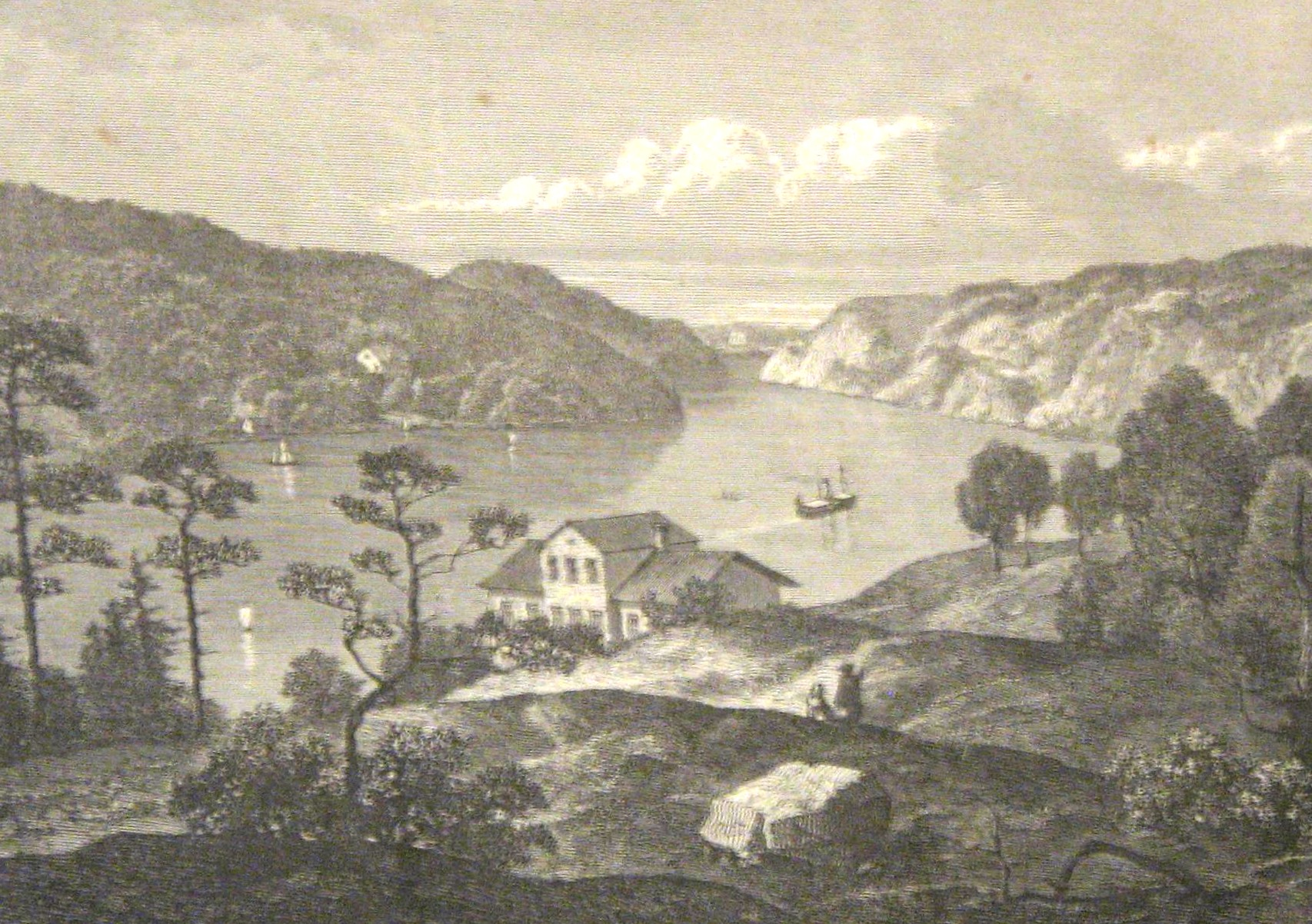
Skurusundet 1867, före brons tillkomst.

Skurusundet är ett sund i Stockholms skärgård, Nacka kommun. Sundet, som löper i nord-sydlig riktning mellan Sicklaön och Ormingelandet (som är en del av ön Värmdön), utgör gräns mellan landskapen Södermanland och Uppland.

## Sundet
I sundets mynning norrut, mot Halvkakssundet, ligger öarna Sveriges holme och Danmarks holme. Över sundet löper länsväg 222 på Skurubron. Utmed sundets ofta ganska branta klippor ligger på västra sidan Skuru och östra sidan Talludden, Lilla Björknäs samt Björknäs vackra sommarhus från slutet av 1800-talet med mycket snickarglädje, så kallade grosshandlarvillor. Fram till mitten av 1920-talet kunde dessa endast nås med passagerarångbåtar som regelbundet trafikerade en stor mängd bryggor efter Skurusundet. Några av dessa finns kvar och trafikeras ännu i viss mån.
I söder mynnar sundet ut i Lännerstasundet och Duvnäsviken.

## Kuriosa
Den amerikanske ambassadören William Thomas älskade Sverige och Stockholms skärgård. Han beskrev år 1891 Skurusundet med följande ord:
| ”                                                     | En norsk fjord i miniatyr är Skurusundet. Där sundet blir bredare, och där det finns dalar och markremsor, kantas sundet av villor, omgivna av vackra promenader, planteringar, fontäner och alltid en hög vitmålad flaggstång, ståendes direkt framför huset, i centrum av en rund gräsmatta, omgiven av en grusad gångväg. Här hissas alltid flaggan på söndagar och helgdagar, och när en hedrad gäst är på besök. | „ |
| – William Widgery Thomas jr (översatt från engelska), | |   |